# Салмоур
Салмоур (итал. Salmour) је насеље у Италији у округу Кунео, региону Пијемонт.
Према процени из 2011. у насељу је живело 366 становника. Насеље се налази на надморској висини од 389 м.

## Становништво
Према резултатима пописа становништва 2011. у општини је живело 706 становника.
| 1931. | 1936. | 1951. | 1961. | 1971. | 1981. | 1991. | 2001. | 2011. |
| ----- | ----- | ----- | ----- | ----- | ----- | ----- | ----- | ----- |
| 960   | 905   | 807   | 588   | 540   | 567   | 582   | 704   | 706   |